# راشگو
راشگو(نام علمی: Eleutheronema tetradactylum) نام یک گونه از تیره راشگوماهیان است.